# Volkmar Deile
Volkmar Deile (* 25. Januar 1943 in Lübeck; † 2. April 2020 in Berlin) war ein deutscher evangelischer Theologe.
Deile studierte nach dem Abitur 1963 Evangelische Theologie und legte 1970 sein Erstes, 1974 sein Zweites Examen ab. Er war von 1975 bis 1984 Geschäftsführer der Aktion Sühnezeichen Friedensdienste und als solcher einer der Organisatoren der Friedensdemonstration im Bonner Hofgarten 1981. Anschließend forschte er an der Forschungsstätte der Evangelischen Studiengemeinschaft (FEST) über die Friedensdiskussion in Großbritannien. Als Mitarbeiter der Konferenz Europäischer Kirchen (KEK) 1987 bis 1990 bereitete er die Erste Europäische Ökumenische Versammlung 1989 in Basel vor.
Von 1990 bis 1999 arbeitete er als Generalsekretär von Amnesty International, Sektion Deutschland. In dieser Zeit war er unter anderem maßgeblich an der Gründung des Forums Menschenrechte  beteiligt. In seine Amtszeit fiel auch die erstmalige Verleihung des Menschenrechtspreises der deutschen Sektion von Amnesty International - 1998 in der Frankfurter Paulskirche.
Außerdem war er Mitglied der Präsidien des Deutschen Evangelischen Kirchentages und des Ökumenischen Kirchentages 2003, für den er auch als hauptamtliches Stabsmitglied Verantwortung trug.
Seit Februar 2002 war er als Pfarrer der Evangelischen Kirche Berlin-Brandenburg-schlesische Oberlausitz im Ruhestand.